# Indapur
Indapur é uma cidade  no distrito de Pune, no estado indiano de Maharashtra.

## Geografia
Indapur está localizada a 18° 07′ N, 75° 02′ L. Tem uma altitude média de 527 metros (1728 pés).

## Demografia
Segundo o censo de 2001, Indapur tinha uma população de 21,584 habitantes. Os indivíduos do sexo masculino constituem 52% da população e os do sexo feminino 48%. Emdapur tem uma taxa de literacia de 69%, superior à média nacional de 59.5%: a literacia no sexo masculino é de 75% e no sexo feminino é de 62%. Em Indapur, 14% da população está abaixo dos 6 anos de idade.